# 云南驿站
云南驿站位于中华人民共和国云南省大理白族自治州祥云县云南驿镇康仓村，是昆楚大铁路上的一个车站。该站于2018年7月1日投入运营，是中国铁路昆明局集团广通车务段管辖的四等站。云南驿站距离祥云县城17公里，兼顾云南驿镇和下庄镇居民的出行需求。

## 历史
2016年9月，云南驿站站房开工建设。2018年1月28日，站前广场、停车场、污水处理厂等附属设施开工建设。2018年7月1日，随昆楚大铁路的开通而投入使用。2020年8月，车站周边绿化工程完工。

## 车站结构
云南驿站为线侧下式站房。建筑设计上以现代风格为主，融入云南地域特色。候车厅面积592平方米，配备192个座位，最大容纳500人。站场设有2座站台和4条股道。

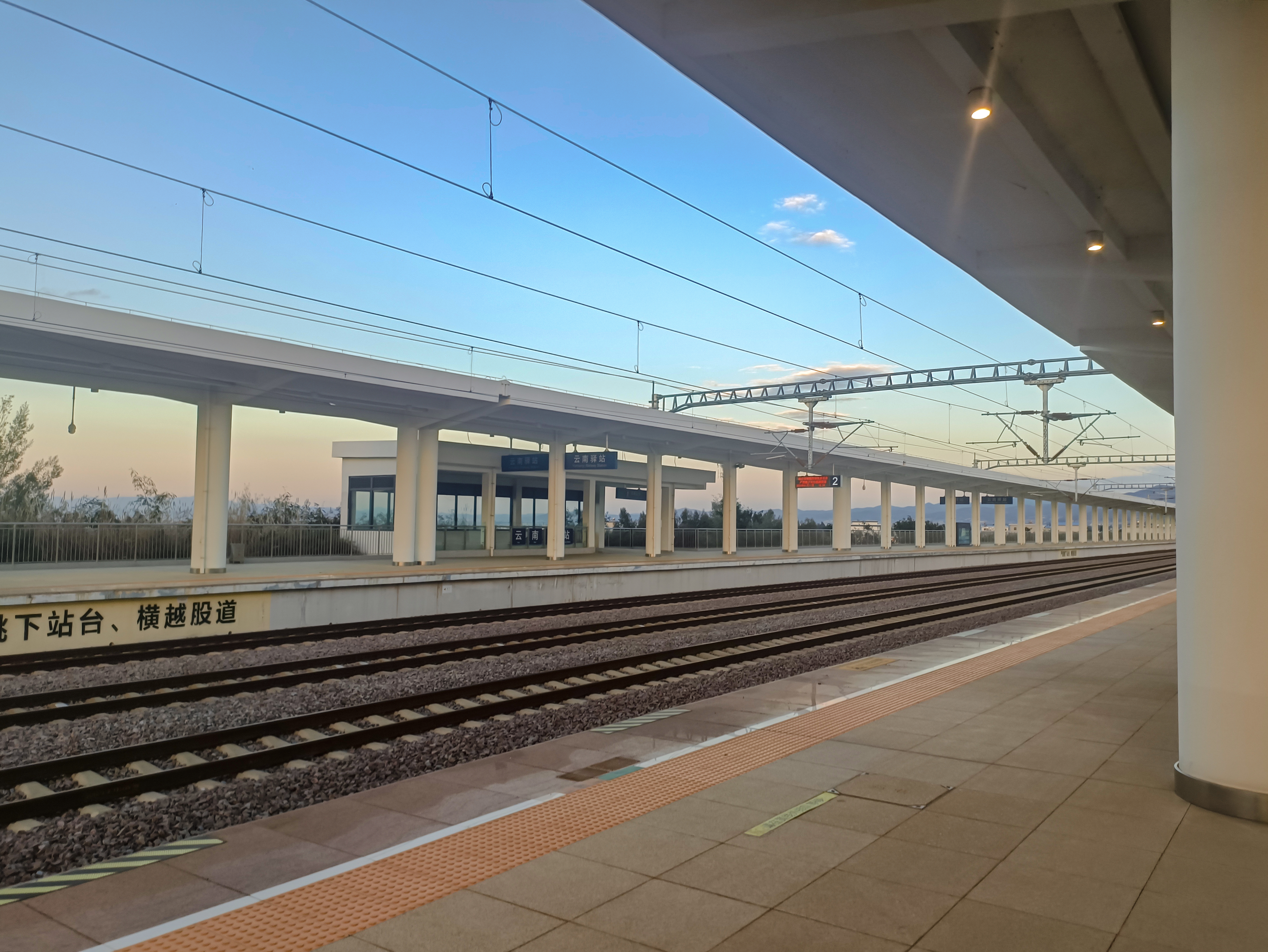
站台